# 陆风汽车
陆风汽车是一家中国汽车公司江铃控股有限公司的对外品牌。

## 历史
2004年由长安汽车和江铃汽车合资设立。
2005年5月，由江铃集团以整车股权和负债与长安股份各增资45000万元，注册资本增加到10亿元。由此，江铃控股有限公司持有江铃汽车股份有限公司41.03%的股权。
2012年11月陆风X5在广州车展上亮相。
2016年，捷豹路虎以陆风X7车型外观抄袭揽胜极光而向北京市朝阳区人民法院起诉陆风汽车。2019年3月，朝阳区人民法院判决陆风汽车败诉，认定陆风X7抄袭了揽胜极光五项外形特征，要求陆风停止制造、销售X7型汽车并向捷豹路虎支付赔偿金。此案是外国车企起诉中国车企抄袭案件首次胜诉。
2019年江铃集团重组，江铃控股有限公司持有41.03%的股权全部移交给新设的南昌市江铃投资有限公司，至此江铃控股承当江铃集团和长安汽车对江铃汽车的投资控股作用也移交给新公司。7月26日，新江铃控股完成重组，爱驰汽车、江铃集团、长安汽车分别占股50%：25%：25%。
2020年旗下江西江铃控股有限公司（陆风汽车）基本停产。
2021年原持有江铃控股50%股权的股东爱驰汽车退出投资，变更为了江西国控汽车投资公司。

## 画廊

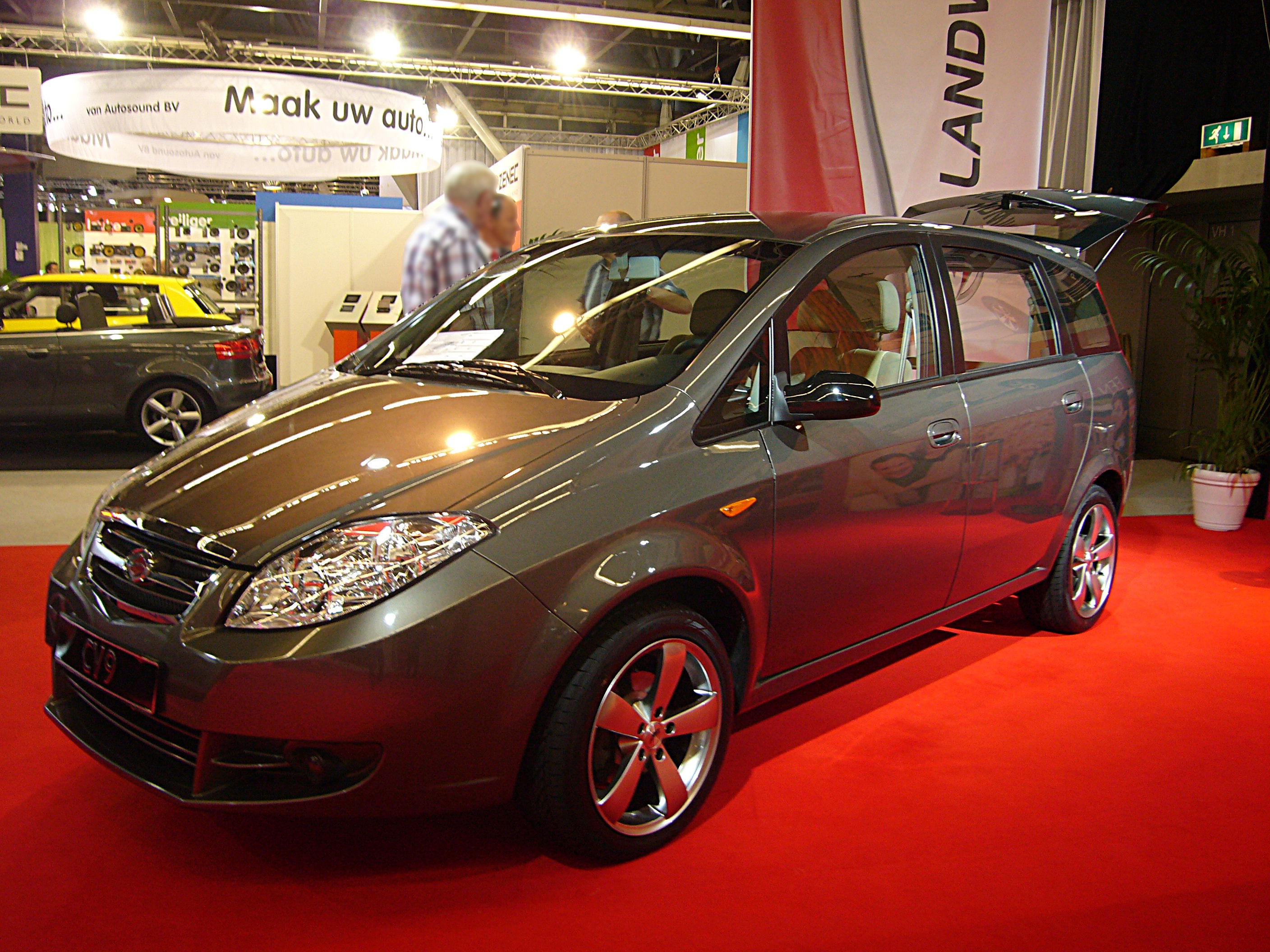
陆风CV9
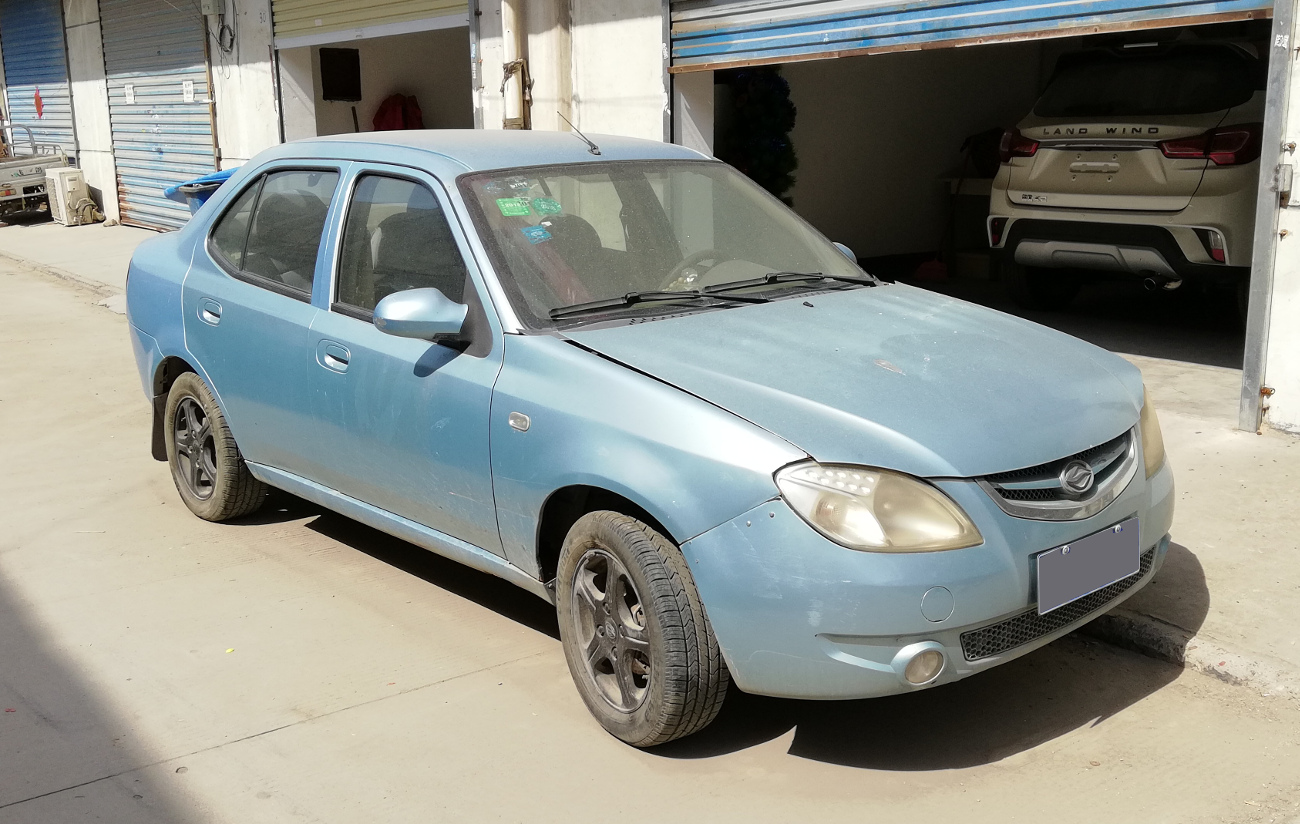
陆风Forward
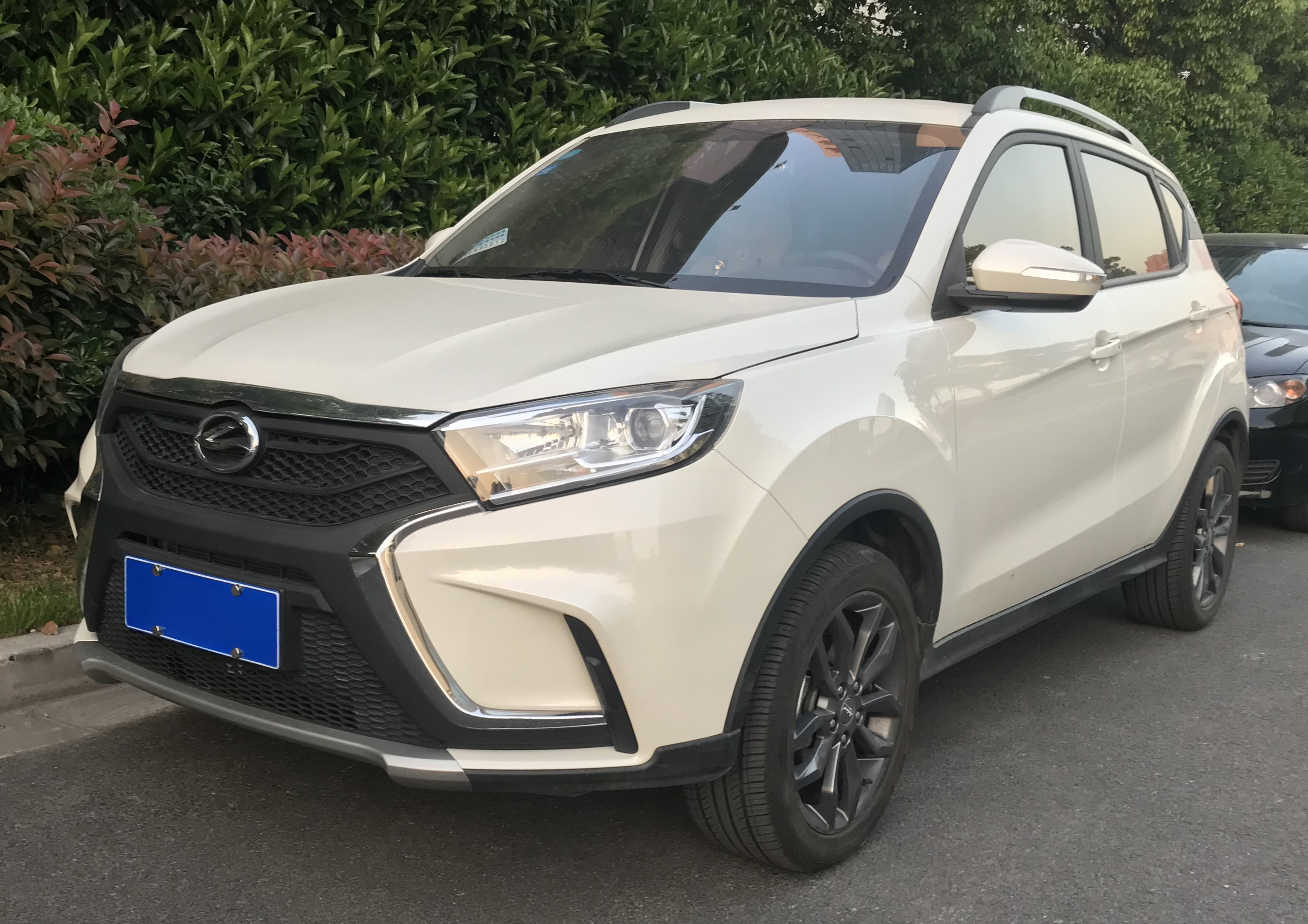
陆风X2
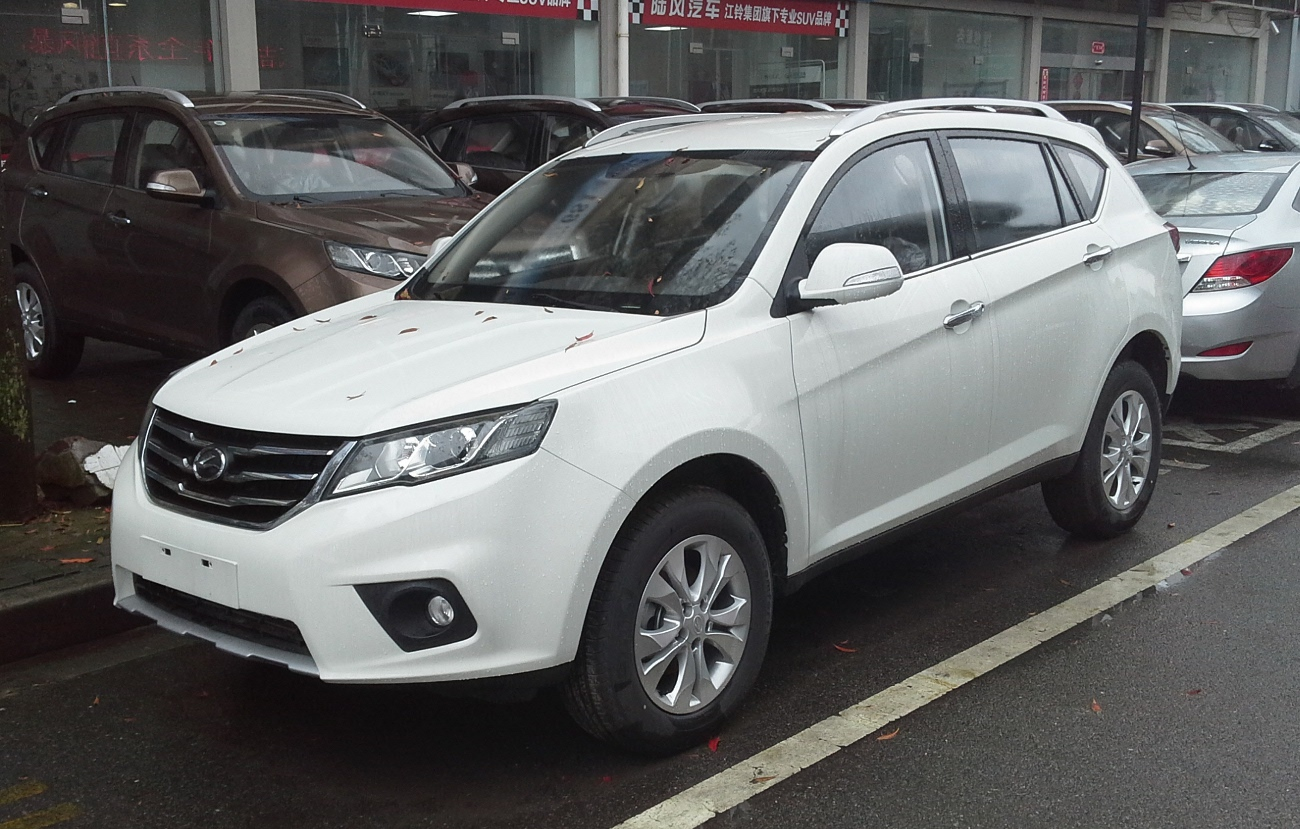
陆风X5
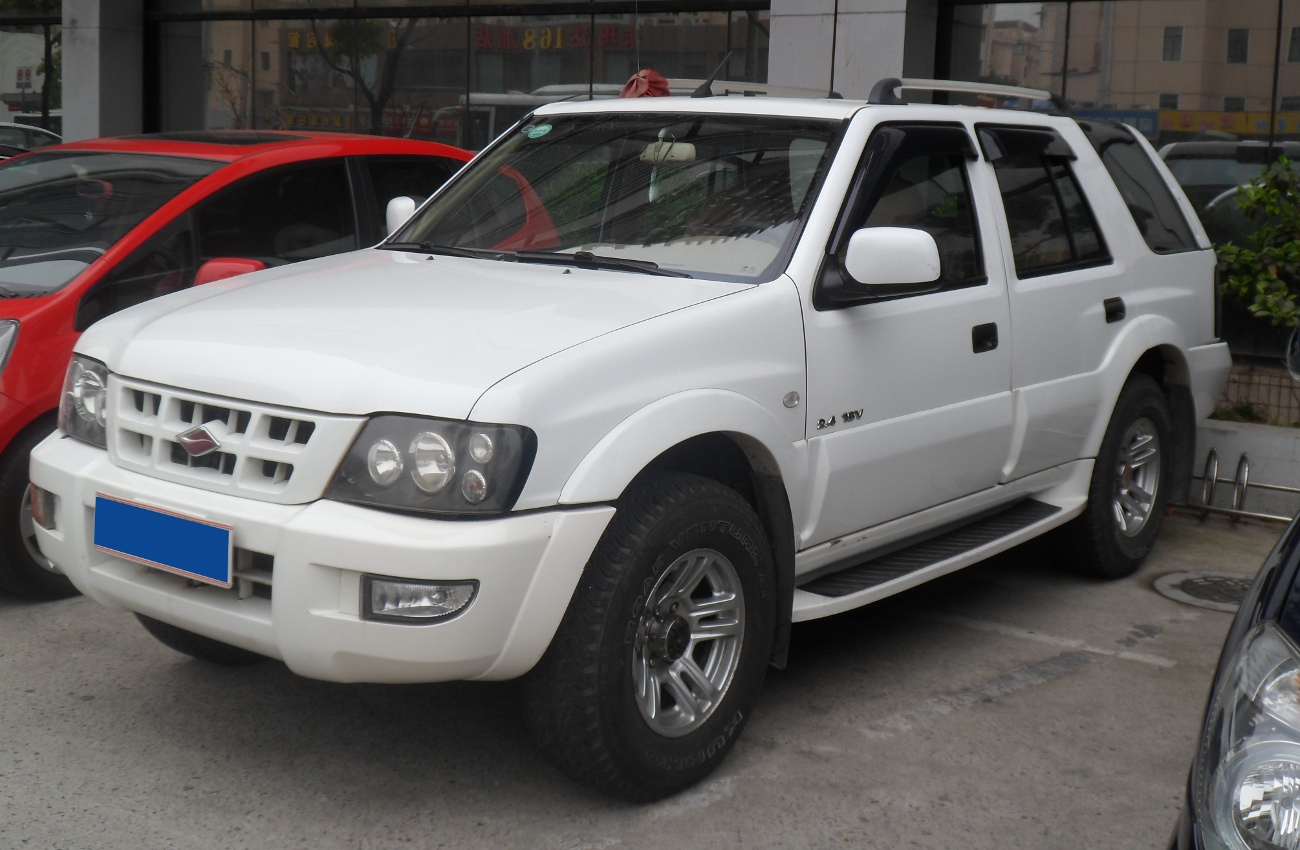
陆风X6
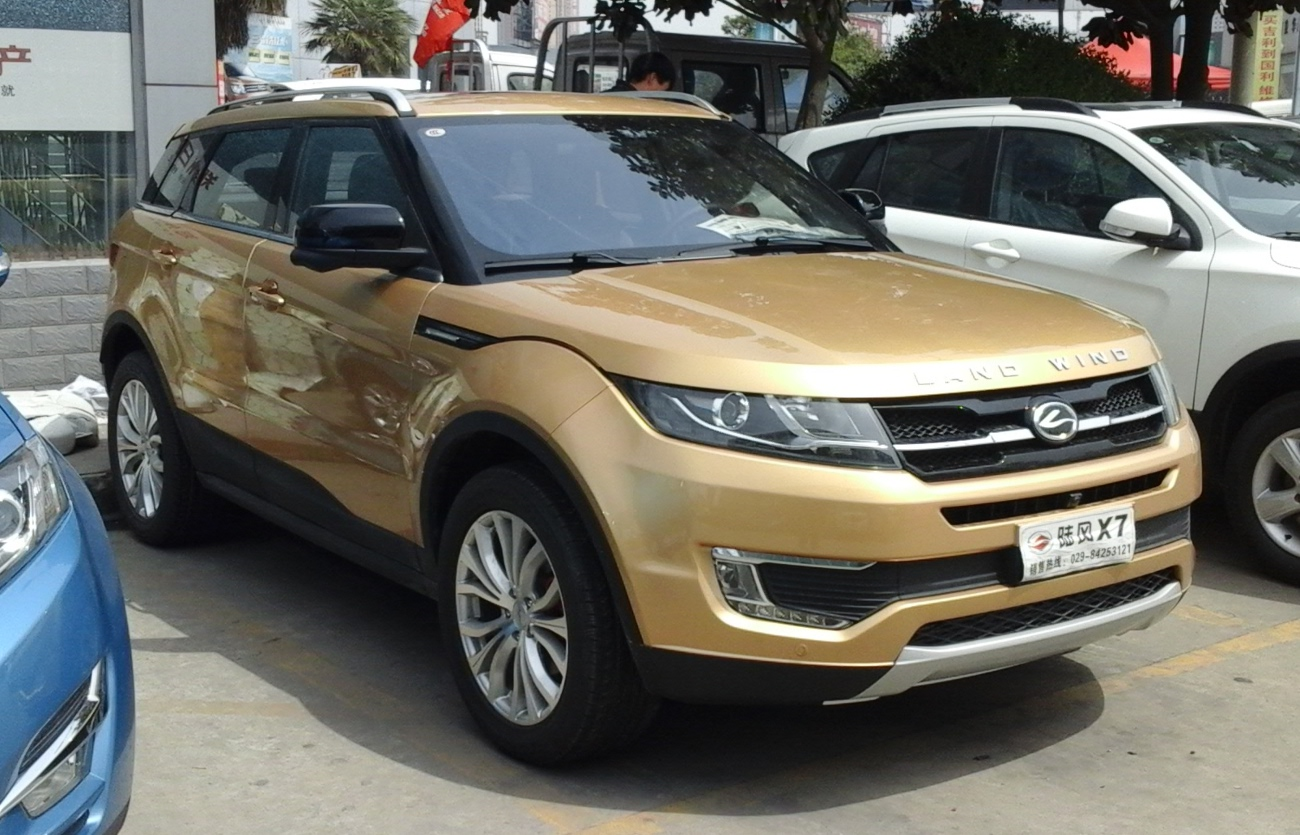
陆风X7
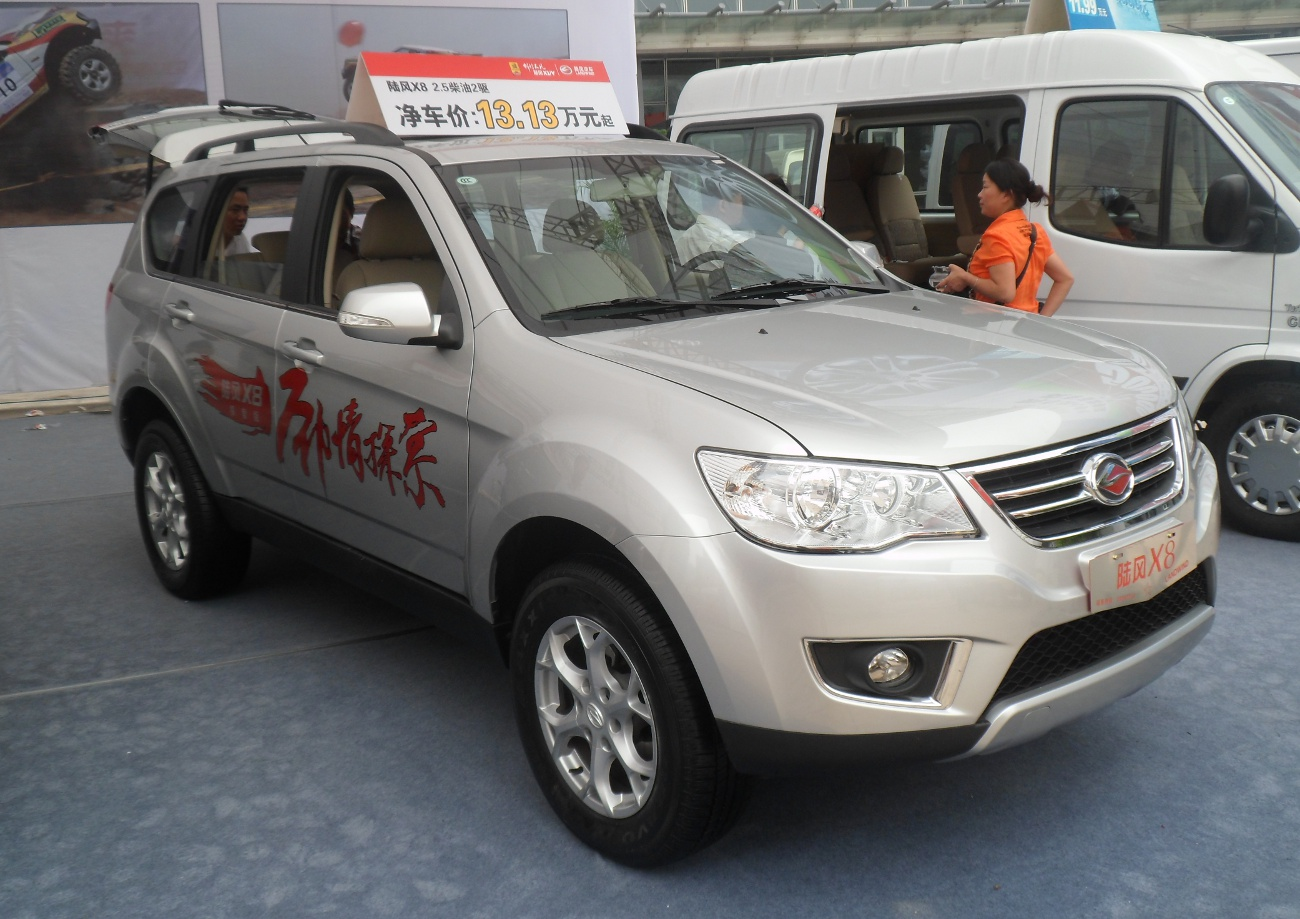
陆风X8
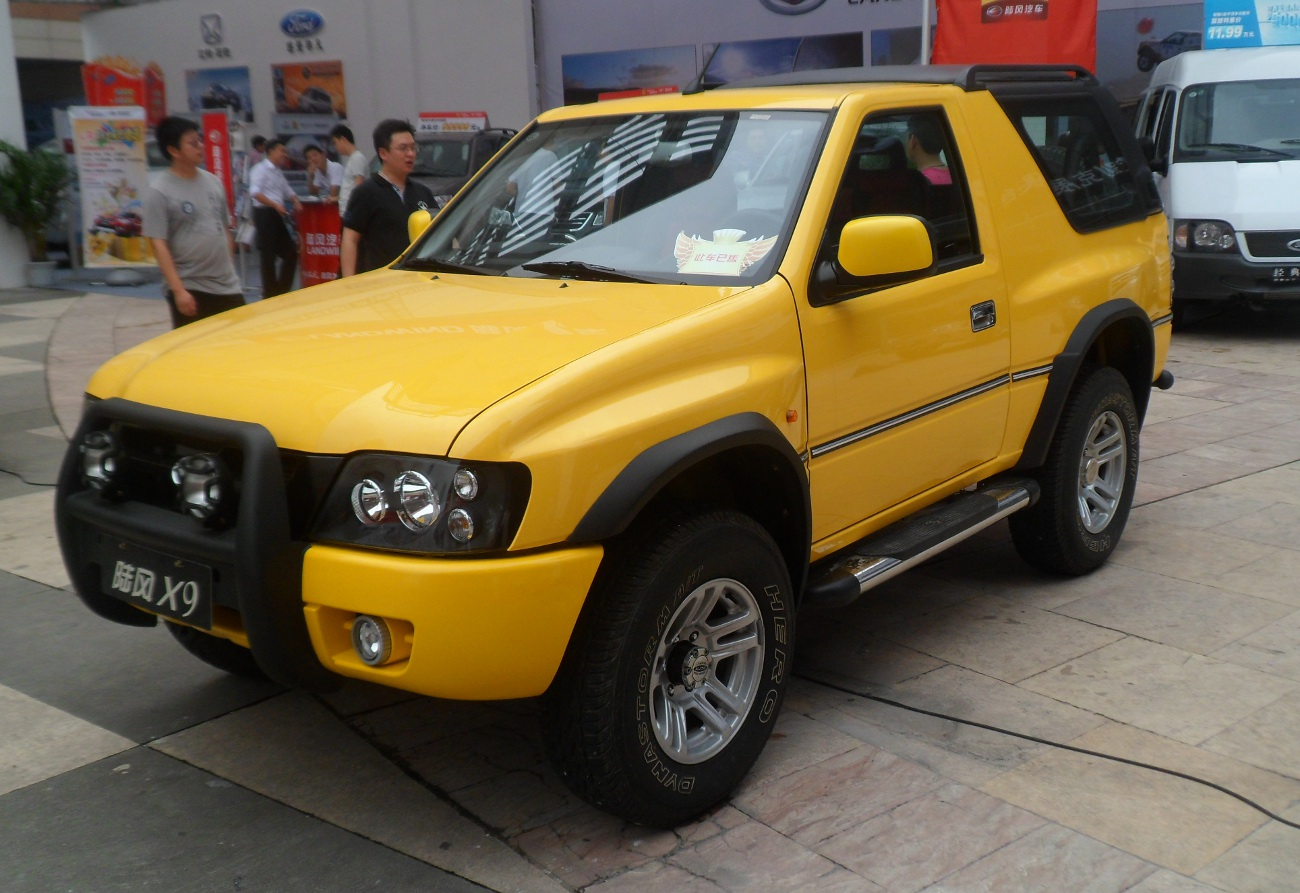
陆风X9
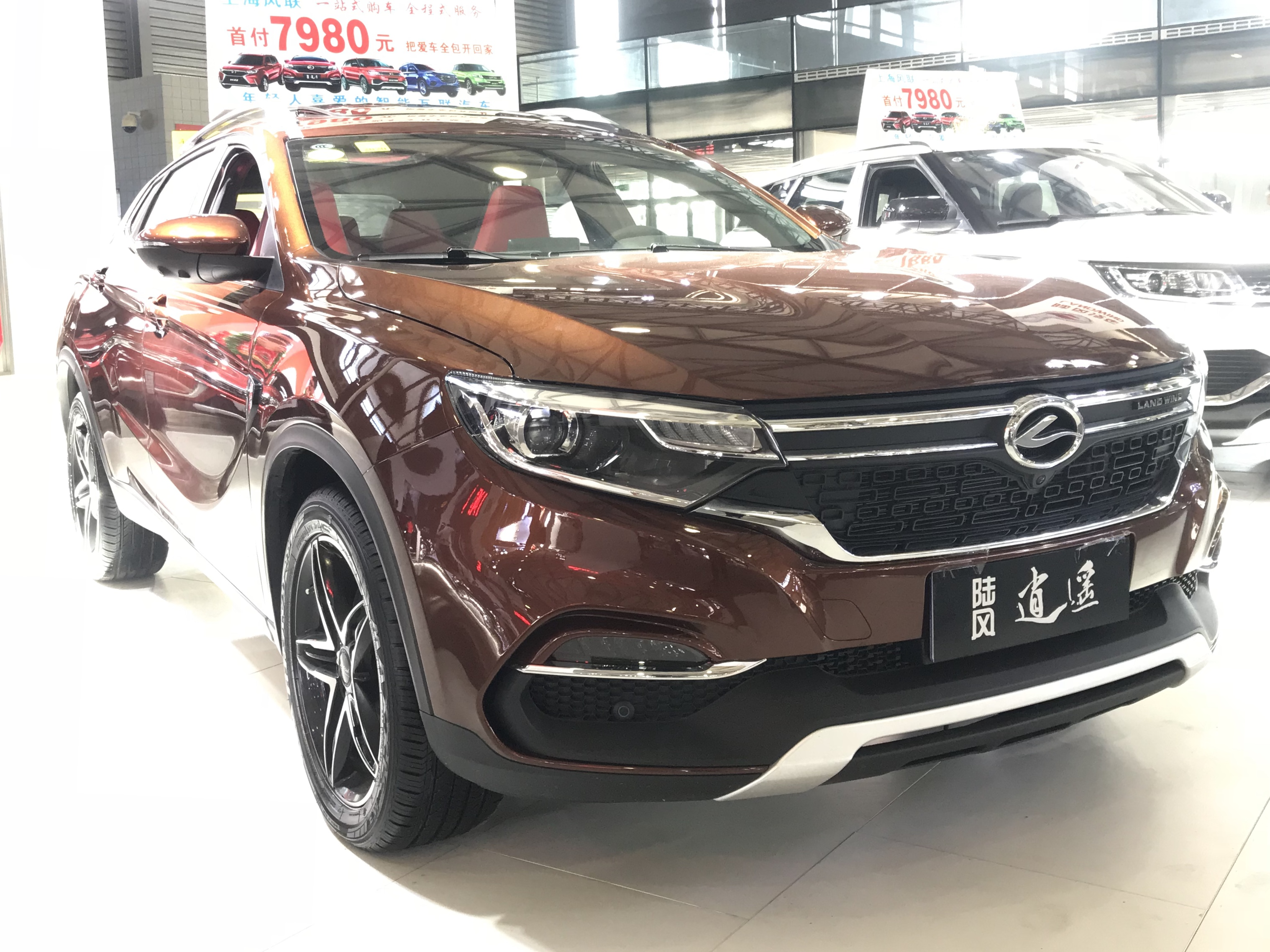
陆风逍遥

## 销售
| 年份 | 销售量 (仅中国地区) |
| ---- | ------------------- |
| 2005 | 7,954               |
| 2006 | 10,162              |
| 2007 | 9,899               |
| 2008 | 5,120               |
| 2009 | 4,556               |
| 2010 | 15,151              |
| 2011 | 14,017              |
| 2012 | 12,501              |
| 2013 | 21,271              |
| 2014 | 34,002              |
| 2015 | 43,099              |
| 2016 | 80,002              |